# Herminiocala raphia
Herminiocala raphia là một loài bướm đêm trong họ Noctuidae.